# Schuld um Schuld
Schuld um Schuld ist ein Kurzfilm aus dem Jahr 2015 unter der Regie von Viviane Andereggen nach einem Drehbuch von Georg Lippert.
Für den Film standen Edin Hasanovic und Christian Redl erstmals gemeinsam vor der Kamera. Sie wurden gemeinsam mit dem Best Actor Award beim Badalona Film Festival ausgezeichnet.
Der Film entstand an der Hamburg Media School. Er wurde mit dem Studio Hamburg Nachwuchspreis ausgezeichnet. Der Film feierte Premiere am 20. Januar 2015 beim Filmfestival Max Ophüls Preis in Saarbrücken.

## Handlung
Konrad erschießt einen der beiden Männer, die sein Juweliergeschäft ausgeraubt haben. Der Mann ist tot, bevor er zu Boden geht. Konrad wird aufgrund seines Rechts auf Selbstverteidigung freigelassen. Doch während ihn seine persönliche Schuld erdrückt, erfährt er, dass der zweite Täter ihm näher steht als vermutet …

## Auszeichnungen
Filmfestival Max Ophüls Preis 2015
- Nominierung für den Besten Kurzfilm[3]

Studio Hamburg Nachwuchspreis 2015
- Gewinner für den Besten Kurzfilm[3]

Monterrey Internationales Film Festival 2015
- Gewinner des Besten Internationalen Kurzfilms Fiktion[3]

Lviv International Short Film Festival Wiz-Art 2015
- Nominierung für den Zuschauer Award[3]